# 美国胸腔学会
美国胸腔学会（The American Thoracic Society，缩写：ATS），成立于1905年，是美国一个独立注册的、国际性、以呼吸医学和重症监护医学为主的教育与科学组织。

## 会员
大约有18000学会成员，其中25%来自美国境外。

## 学会目标
学会会员在全球通过研究、教育、医护和宣传来帮助预防及战胜呼吸疾病。 学会的远程目标是降低呼吸系统疾病和危及生命急症的发病率和死亡率.

## 历史
- 1905年，美国胸腔学会的前身美国疗养院协会（The American Sanatorium Association）成立。为美国肺脏协会（the American Lung Association）的分支。美国疗养院协会成立的重点是专门预防、 控制和治疗结核病。
- 1938年 美国疗养院协会更名为美国特鲁多协会(the American Trudeau Society)是(美国)全国结核病协会(the National Tuberculosis Association)的一个分支。
- 1960年改名为美国胸腔学会。
- 2000年， 美国胸腔学会从美国肺脏协会中完全独立出来。关键领域延伸至重症监护医学、睡眠医学、护理、行为科学等。美国胸腔协会也扩大其在研究、教育、医护和宣传上的项目。

## 国际会议
美国胸腔学会策划组织一年一度的国际会议。 一般在每年的五月份举行。这一国际会议已成为来自世界各地的从事肺部疾病及重症监护医学的医疗保健医生和科学家的重要的国际论坛。

## 出版物
- 美国呼吸和重症监护医学杂志（American Journal of Respiratory and Critical Care Medicine)。
- 美国呼吸细胞和分子生物学杂志(American Journal of Respiratory Cell and Molecular Biology)。
- 美国胸腔学会进展（Proceedings of the American Thoracic Society).